# Tumulus von Colombiers-sur-Seulles

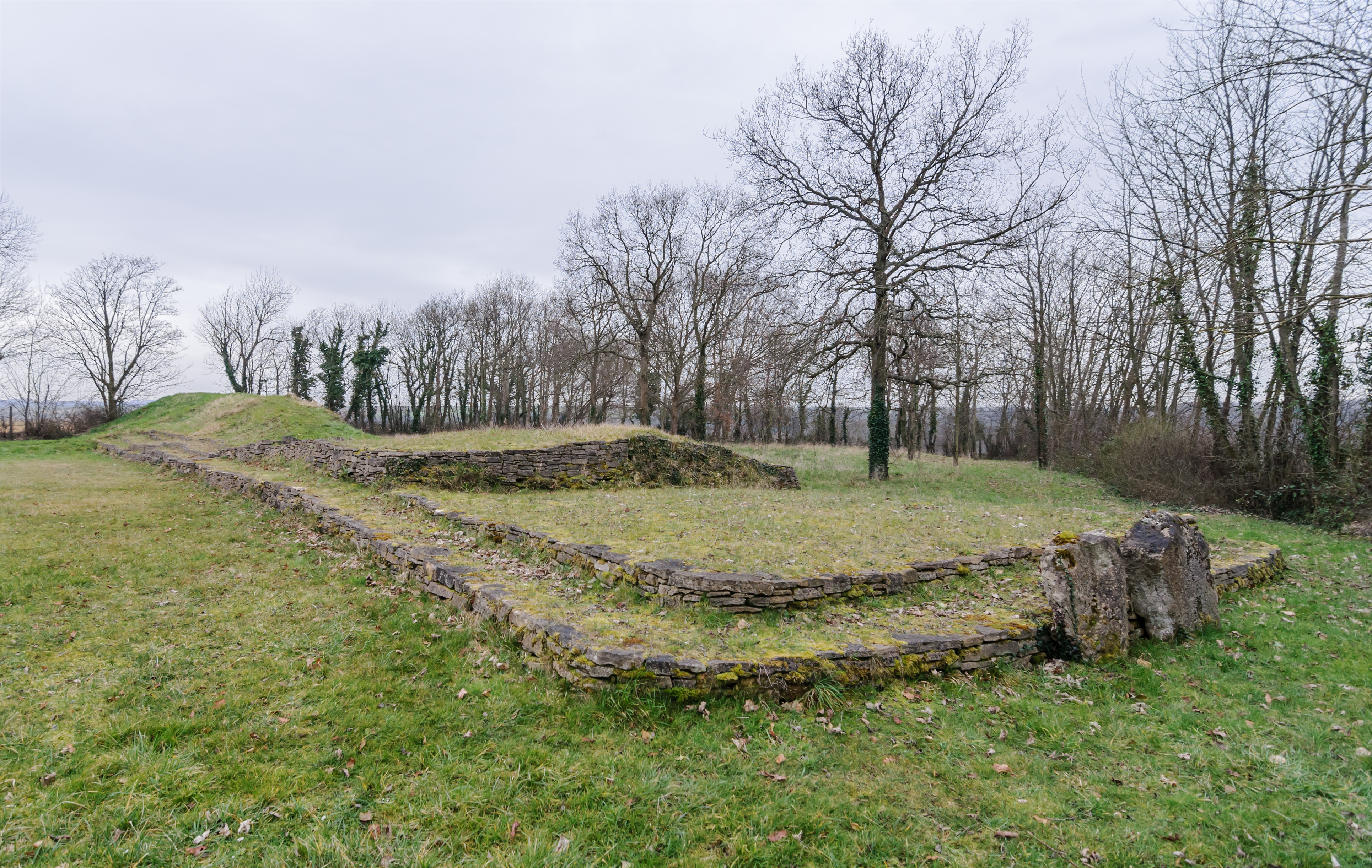
Der Tumulus von Colombiers-sur-Seulles

Der Tumulus von Colombiers-sur-Seulles gehört zu den ältesten europäischen Megalithanlagen (etwa 4200–4000 v. Chr.). Er ist zugleich das älteste erhaltene Steindenkmal und der einzige Vertreter seiner Gattung in der Normandie in Frankreich.
Auf nationaler Ebene ist der 1830 von Arcisse de Caumont für die Wissenschaft entdeckte Hügel von Bedeutung für das Verständnis der frühesten Steinarchitektur. Im Jahre 1894 waren im Calvados noch zwölf Tumuli unterschiedlicher Form vorhanden, von denen heute nur noch zwei übrig sind. In der Vergangenheit ist auch der Tumulus von Colombiers-sur-Seulles ausgeschachtet und teilweise zerstört, aber zwischen 2001 und 2006 wieder restauriert worden.
Der etwa 60 m lange Hügel ähnelt äußerlich den bretonischen Anlagen von Barnenez und Guennoc. Er hat trapezoide Form und ist neun Meter am schmalen Westende und 18 m am gerundeten östlichen Ende breit. Es ist in der Mitte etwa fünf Meter hoch und terrassenartig von Trockenmauerwerk umgeben.

Tumulus von Colombiers-sur-Seulles - Die Kammer
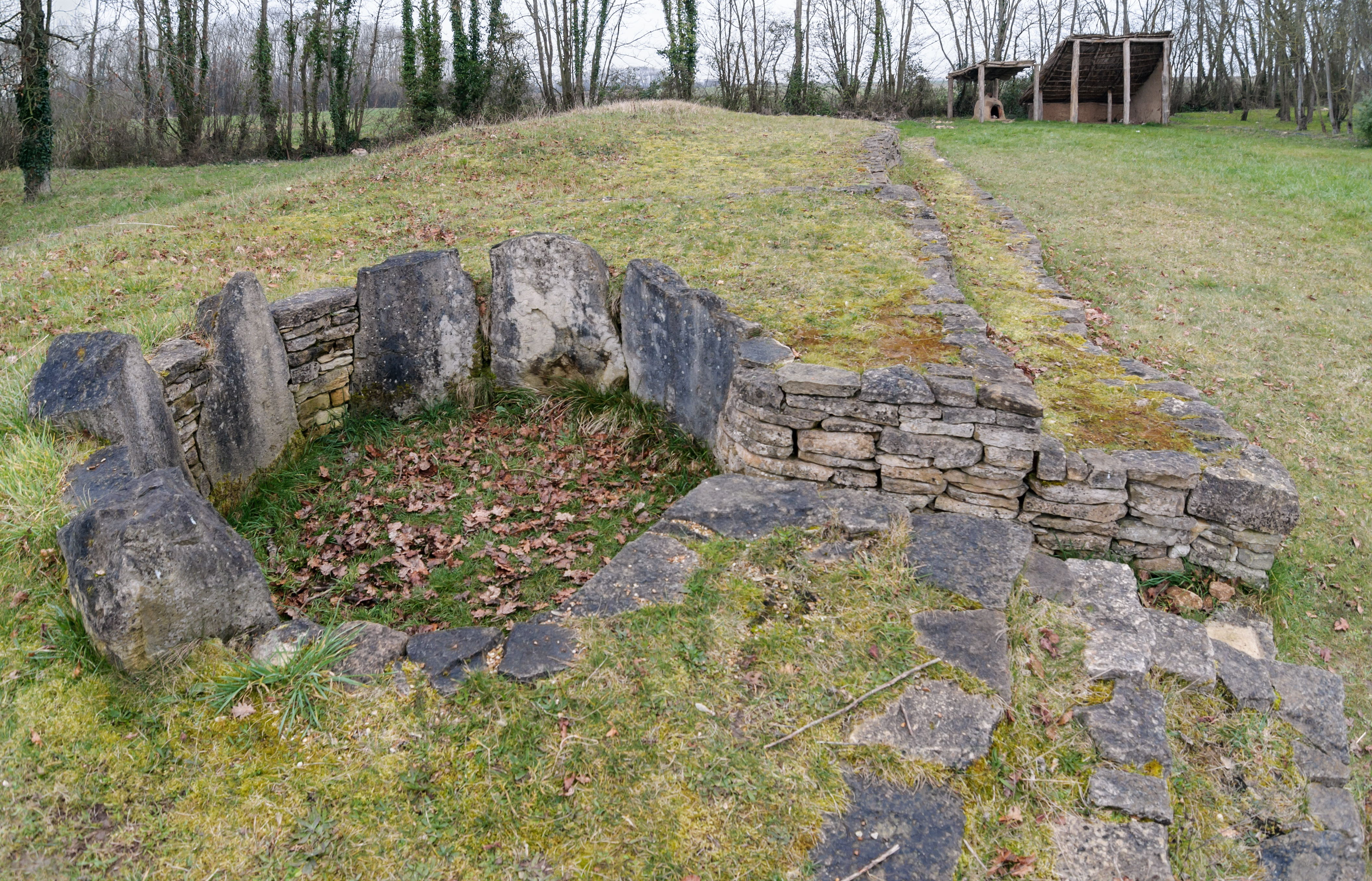
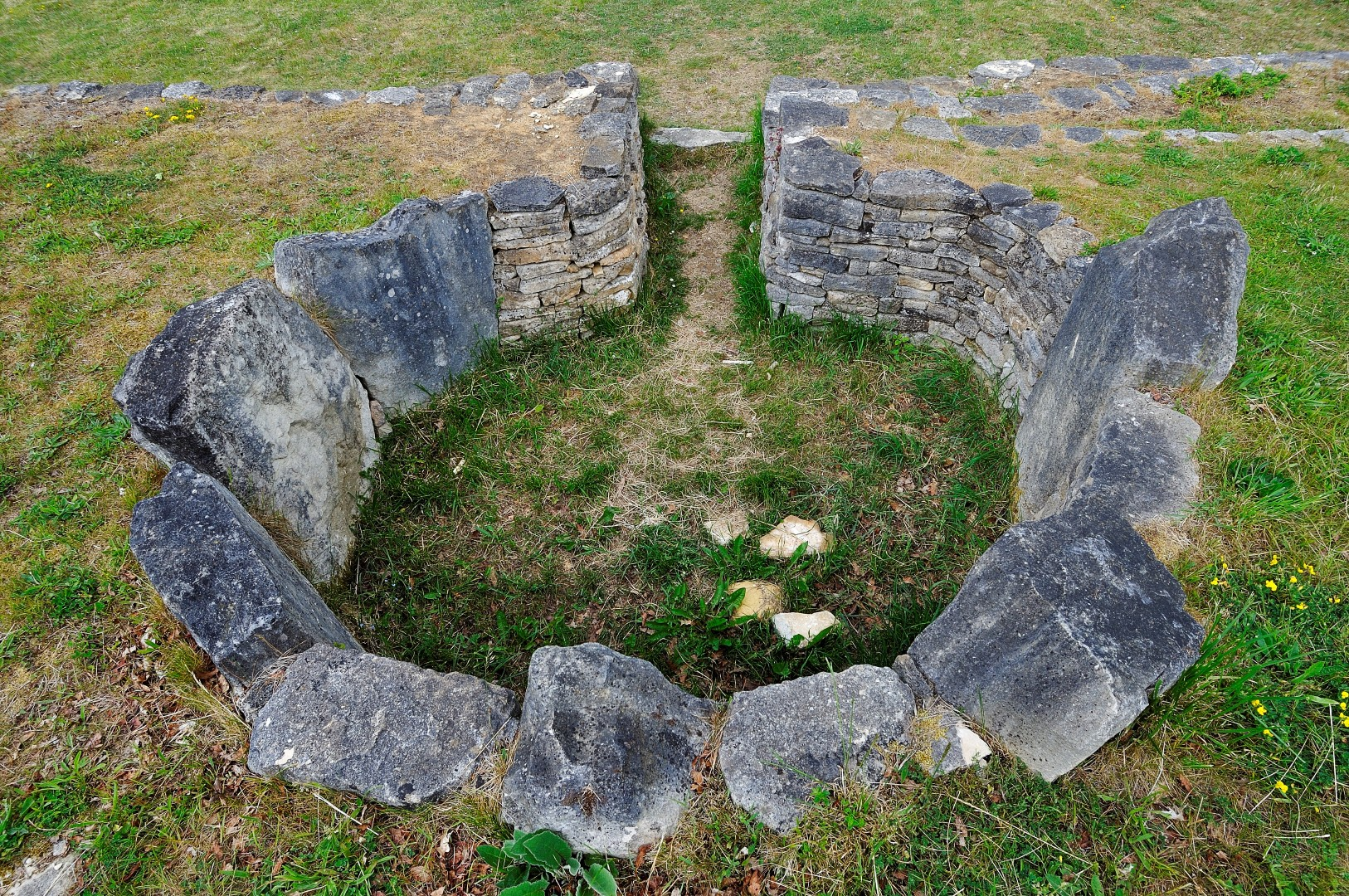
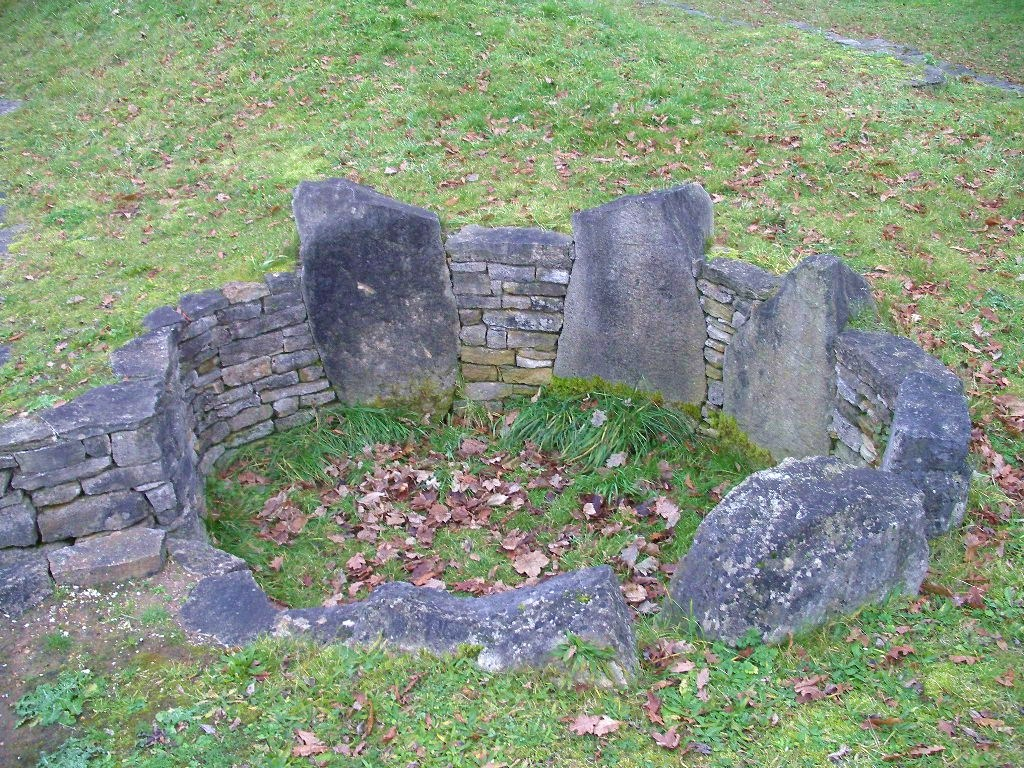
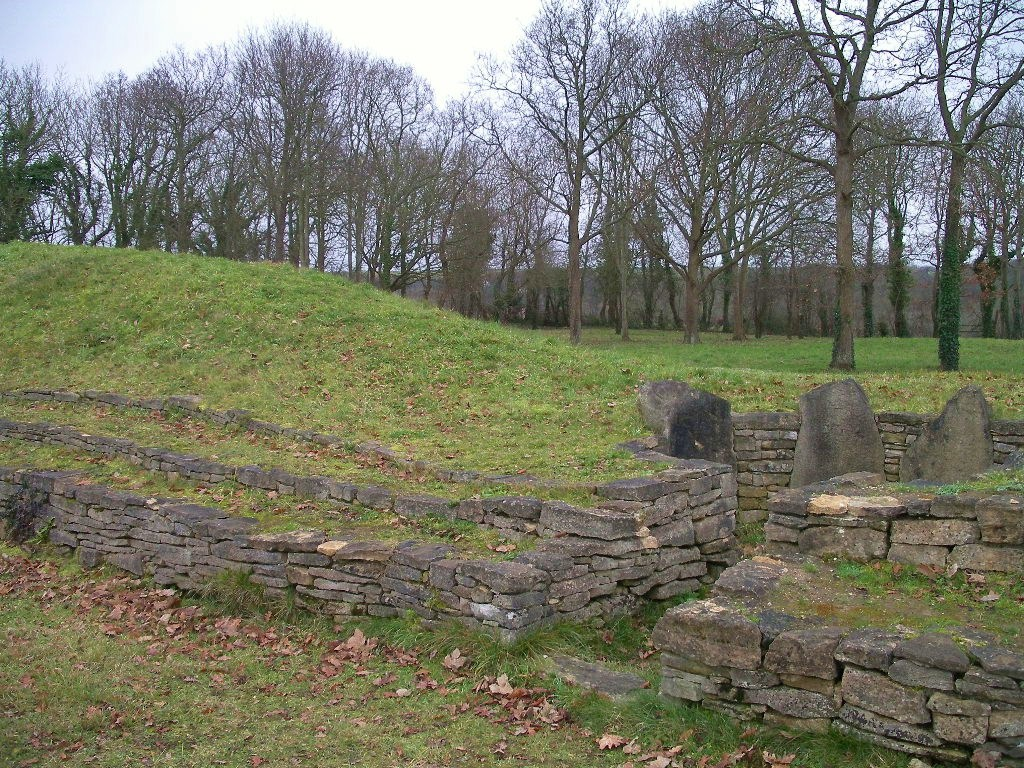

Koaxial zur Längsachse des Hügels liegt, nach Norden hin versetzt, die einzige in etwa runde Kammer von annähernd 2,5 m Durchmesser. Sie liegt heute ohne ihre Decksteine da. Die Außenwand wird von sechs großen Monolithen gebildet, zwischen denen sich nicht mehr originales Trockenmauerwerk befindet. Am westlichen Ende stehen zwei große Steine in der äußeren Mauer. Ob sie einst den Zugang zu einer anderen kleinen Kammer bildeten, oder der Rest einer Randsteineinfassung sind, ist unklar.
Etwa 900 m entfernt steht der Menhir des Demoiselles.